# 괌의 국가
《괌인들이여 일어나라》는 괌의 국가이다. Ramon Manalisay Sablan이 작사, 작곡을 하였으며 1919년에 국가로 제정되었다. 평상시에는 미국의 국가 뒤에 연주되지만, 농구, 미식축구, 야구, 축구 등 스포츠 경기에서는 이 곡만 단독으로 연주된다.

## 가사
1절
Fanohge Chamoru put it tano'-ta
Kånta i ma tunå-ña gi todu i lugåt.
Para i onra, para i gloria
Abiba i isla sen parat.
Para i onra, para i gloria
Abiba i isla sen parat.
2절
U todu i tiempo i pas para hita
Yan ginen i langet na bendesion.
Kontra i piligru, na'fansåfo' ham
Yu'os prutehi i islan Guåhan.
Kontra i piligru, na'fansåfo' ham
Yu'os prutehi i islan Guåhan.

### 해석
1절
괌인이여, 너의 나라를 위해 일어나라
해안에서 해안까지 그녀를 찬양하라
그녀의 영광을 위해, 그녀의 영광을 위해,
우리의 섬을 영원히 높이리.
그녀의 영광을 위해, 그녀의 영광을 위해,
우리의 섬을 영원히 높이리.
2절
영원한 평화가 우리에 군림하길.
우리에게 천국의 축복이 오길.
모든 위험에 맞서 우리를 버리지 마나이다
하나님이 우리 괌을 보호하리다
모든 위험에 맞서 우리를 버리지 마나이다
하나님이 우리 괌을 보호하리다